# Stjepan Tomas
Stjepan Tomas (Bugojno, 6 maart 1976) is een Bosnisch-Kroatisch voormalig voetballer.
Tomas maakte deel uit van het Kroatisch nationaal voetbalteam in de FIFA Wereldbeker 2002, waar hij drie matchen speelde. Tomas kon ook uitkomen voor het voetbalelftal van Bosnië en Herzegovina, vanwege zijn Bosnische wortels. Hij zat eveneens in het Kroatische team voor de UEFA cup 2004, maar kwam toen niet aan spelen toe. Tomas betrad ook het veld in de derde (en laatste) match voor het Kroatisch nationaal team in de FIFA Wereldbeker 2006. Nadat de Kroaat enkele jaren anoniem speelde in de Italiaanse competitie vertrok Tomas naar Turkije. Tomas speelde in dat land voor de grootste aartsrivalen Fenerbahçe en Galatasaray. Met de komst van de Duitse trainer Karl-Heinz Feldkamp moest Tomas uitwijken naar een nieuwe club. In juli 2007 vertrok hij naar de Russische club Roebin Kazan. Na drie jaar bij Roebin Kazan te hebben gespeeld, vertrok Tomas weer terug naar Turkije naar de club Gaziantepspor. Tomas vertrok weer in juli 2010 naar Bucaspor, waar hij in november 2010 besloot om een punt achter zijn voetbalcarrière te zetten.
Voetbalclubs waar hij eerder voor gespeeld heeft zijn Dinamo Zagreb, Vicenza Calcio, Como, Fenerbahçe, Galatasaray, Roebin Kazan, Gaziantepspor en Bucaspor.